# Natasja Vermeer
Natasja Vermeer (1973) is een Nederlandse actrice en model. Ze is vooral bekend van de erotische serie "Emmanuelle The Private Collection" tussen 2004 en 2006. Vermeer is ook een zangeres en zong twee liedjes in voor haar eigen films. Ze speelde ook in "Private Moments". Vermeer voert daarnaast actie voor dierenrechten en poseerde naakt voor een campagne van PETA Europe. In april 2014 stond zij centraal in een aflevering van Het mooiste meisje van de klas. Ze groeide op in Enschede en vestigde zich later op Ibiza.

## Filmografie
- Emmanuelle The Private Collection: Emmanuelle Sex Goddess (2003)
- Emmanuelle Private Collection: Emmanuelle vs. Dracula   (2004)
- Emmanuelle Private Collection: Sex Talk  (2004)
- Emmanuelle Private Collection: The Sex Lives Of Ghosts (2004)
- Emmanuelle Private Collection: Sexual Spells (2004)
- Private Moments  (2005)
- Emmanuelle Private Collection: The Art Of Ecstasy (2006)
- Emmanuelle Private Collection: Jesse's Secrets Desires (2006)
- Emmanuelle Tango  (2006)
- One Night in My Pants  (2009)